# Cercle Brugge KSV
A Cercle Brugge Koninklijke Sportvereniging (flamandul; franciául Cercle Bruges, am. „Cercle Brugge Királyi Sportegyesület”) egy labdarúgócsapat Belgiumban, székhelye Brugge. Háromszoros belga bajnok, kétszeres belga kupa győztes . Hazai mérkőzéseit a Jan Breydel Stadion-ban játssza, amely 29 945 férőhelyes.

## Jelenlegi keret
2020. január 15-i állapot szerint
| #  |     | Poszt | Név                                                 |
| -- | --- | ----- | --------------------------------------------------- |
| 1  | BEL | K     | Guillaume Hubert (>kölcsönben a Brugge csapatától)  |
| 2  | BRA | V     | Vitinho                                             |
| 3  | FRA | V     | Julien Serrano (kölcsönben a Monaco csapatától)     |
| 4  | FRA | V     | Jérémy Taravel                                      |
| 5  | JPN | V     | Ueda Naomicsi                                       |
| 6  | MLI | KP    | Aldom Deuro                                         |
| 7  | BEL | CS    | Kylian Hazard                                       |
| 8  | BEL | KP    | Stef Peeters                                        |
| 9  | ALG | CS    | Idriss Saadi (kölcsönben a Strasbourg csapatától)   |
| 10 | BEL | KP    | Adrien Bongiovanni (kölcsönben a Monaco csapatától) |
| 12 | BEL | CS    | Dylan De Belder                                     |
| 13 | SAF | CS    | Lyle Foster (kölcsönben a Monaco csapatától)        |
| 14 | ENG | V     | Jonathan Panzo (kölcsönben a Monaco csapatától)     |
| 15 | KEN | KP    | Johanna Omolo                                       |
| 16 | BEL | K     | Miguel Van Damme                                    |
| 17 | SPA | CS    | Jordi Mboula (kölcsönben a Monaco csapatától)       |
| 18 | MLI | KP    | Lassana Coulibaly (kölcsönben az Angers csapatától) |

| #  |       | Poszt | Név                                                         |
| -- | ----- | ----- | ----------------------------------------------------------- |
| 20 | FRA   | KP    | Kévin Hoggas                                                |
| 21 | BEL   | KP    | Stephane Omeonga (kölcsönben a Genoa csapatától)            |
| 22 | CIV   | V     | Yves Dabila (kölcsönben a Lille csapatától)                 |
| 23 | COD   | CS    | William Balikwisha (kölcsönben a Standard Liège csapatától) |
| 24 | BEL   | V     | Corentin Fiore                                              |
| 25 | BEL   | K     | Merveille Goblet                                            |
| 26 | BEL   | KP    | Calvin Dekuyper                                             |
| 27 | BEL   | KP    | Oliver Deman                                                |
| 28 | FRA   | CS    | Alimami Gory                                                |
| 29 | CAN   | V     | Zorhan Bassong                                              |
| 30 | GHA   | KP    | Godfred Donsah (kölcsönben a Bologna csapatától)            |
| 34 | BEL   | KP    | Thibo Somers                                                |
| 41 | FRA   | V     | Giulian Biancone (kölcsönben a Monaco csapatától)           |
| 83 | TUN   | K     | Moez Haszán                                                 |
|    | Wales | KP    | Isaac Christie-Davies (kölcsönben a Liverpool csapatától)   |
|    | BIH   | KP    | Dino Hotić                                                  |
|    | HUN   | CS    | Eppel Márton                                                |

## Sikerek
Jupiler League
- Bajnok (3): 1910–11, 1926–27, 1929–30

Challenge League
- Győztes (6): 1937–38, 1960–61, 1970–71, 1978–79, 2002–03, 2017–18

Belga Kupa
- Győztes (2): 1926–27, 1984–85
  - Döntős (5): 1912–13, 1985–86, 1995–96, 2009–10, 2012–13

Belga Szuperkupa
- Döntős (2): 1985, 1996

## Klub rekordok

### Leggtöbb mérkőzés a csapatban

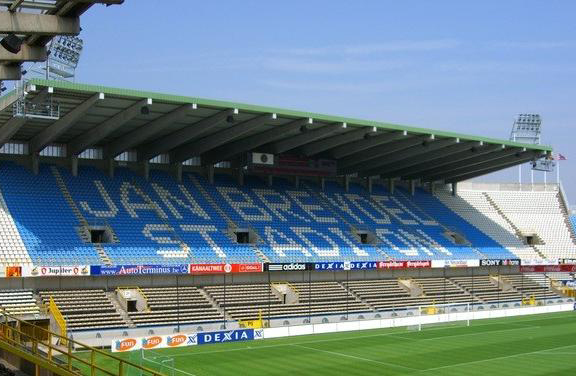
Jan Breydel Stadion.

| #  | Név                | Időszak               | Mérkőzések | Gólok |
| -- | ------------------ | --------------------- | ---------- | ----- |
| 1  | Jules Verriest     | 1965 – 1981           | 492        | 8     |
| 2  | Geert Broeckaert   | 1978 – 1991           | 375        | 19    |
| 3  | Arthur Ruysschaert | 1925 – 1944           | 372        | 108   |
| 4  | Roger Claeys       | 1941 – 1957           | 362        | 48    |
| 5  | Jackie De Caluwé   | 1951 – 1966           | 354        | 32    |
| 6  | Robert Braet       | 1928 – 1948           | 352        | 0     |
| 7  | Rudy Poorteman     | 1979 – 1991           | 347        | 7     |
| 8  | Wim Kooiman        | 1980 – '88/1994 – '98 | 339        | 25    |
|    | Bram Van Kerkhof   | 1974 – 1985           | 339        | 14    |
| 10 | Franky Simon       | 1962 – 1975           | 334        | 2     |

### Legtöbb gól a csapatban

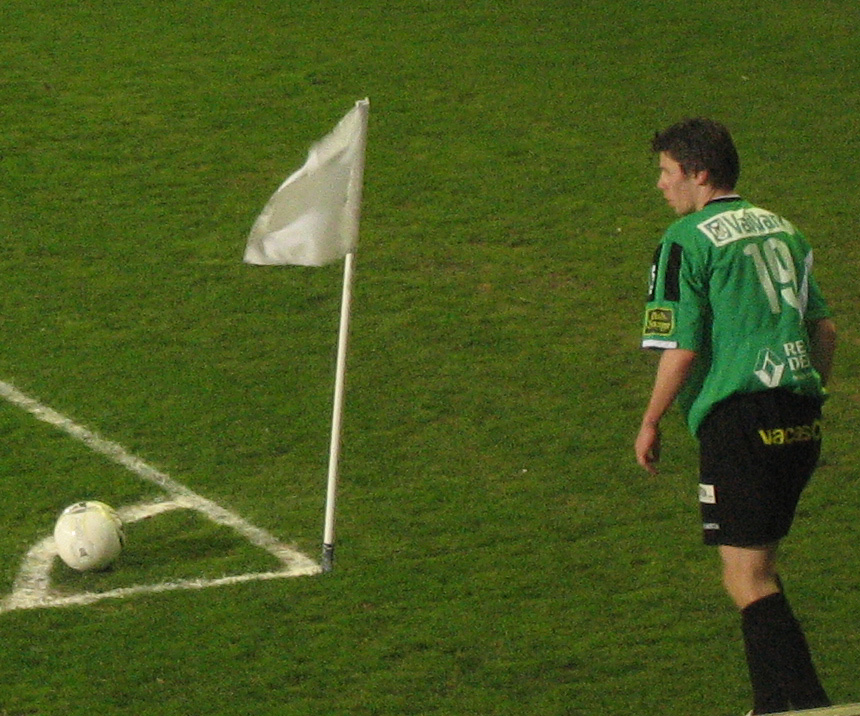
Stijn De Smet végez el egy szögletet.

| #  | Név                   | Időszak               | Mérkőzések | Gólok |
| -- | --------------------- | --------------------- | ---------- | ----- |
| 1  | Marcel Pertry         | 1943 – 1955           | 280        | 140   |
| 2  | Josip Weber           | 1988 – 1994           | 204        | 136   |
| 3  | Dirk Beheydt          | 1975 – 1984           | 295        | 115   |
| 4  | Michel Vanderbauwhede | 1920 – 1932           | 231        | 109   |
| 5  | Arthur Ruysschaert    | 1925 – 1944           | 372        | 108   |
| 6  | Gilbert Bailliu       | 1953 – 1966           | 227        | 104   |
| 7  | Louis Saeys           | 1903 – 1927           | 305        | 103   |
| 8  | Gérard Devos          | 1921 – 1930           | 178        | 100   |
| 9  | Alphonse Six          | 1907 – 1912           | 89         | 93    |
| 10 | André Saeys           | 1928 – '35/1941 – '42 | 172        | 55    |
|    | Eric Buyse            | 1959 – 1970           | 265        | 55    |

### Házi gólkirályok
| Szezon  | Játékos                                                             |
| ------- | ------------------------------------------------------------------- |
| 1900-01 | Edmond Verbruggen                                                   |
| 1901-02 | Jérôme De Caluwé                                                    |
| 1902-03 | Jérôme De Caluwé Joseph De Wulf Edmond Verbruggen Gustaaf Wardenier |
| 1903-04 | Joseph De Roo                                                       |
| 1904-05 | Vahram Kevorkian                                                    |
| 1905-06 | Louis Saeys                                                         |
| 1906-07 | Louis Saeys                                                         |
| 1907-08 | Louis Saeys                                                         |
| 1908-09 | Michel Nollet                                                       |
| 1909-10 | Alphonse Six                                                        |
| 1910-11 | Alphonse Six                                                        |
| 1911-12 | Alphonse Six                                                        |
| 1912-13 | Louis Saeys                                                         |
| 1913-14 | Frans Lowyck                                                        |
| 1914-18 | elmaradt az Első világháború miatt                                  |
| 1918-19 | Louis Baes                                                          |
| 1919-20 | Germain Alleyn                                                      |
| 1920-21 | Frans Lowyck                                                        |
| 1921-22 | Gérard Devos                                                        |
| 1922-23 | Gérard Devos Célestin Nollet                                        |
| 1923-24 | Michel Vanderbauwhede                                               |
| 1924-25 | Gérard Devos                                                        |
| 1925-26 | Gérard Devos                                                        |
| 1926-27 | Gérard Devos                                                        |
| 1927-28 | Gérard Devos                                                        |
| 1928-29 | Gérard Devos                                                        |
| 1929-30 | Michel Vanderbauwhede                                               |
| 1930-31 | Roger Proot                                                         |
| 1931-32 | Alphonse Decorte                                                    |
| 1932-33 | Alphonse Decorte Roger Proot                                        |
| 1933-34 | Arthur Ruysschaert                                                  |
| 1934-35 | Maurice Blieck Arthur Ruysschaert Willy Van Loo                     |
| 1935-36 | Maurice Blieck                                                      |
| 1936-37 | Johan Vandenabeele                                                  |

| Szezon  | Játékos                              |
| ------- | ------------------------------------ |
| 1937-38 | Albert Naert                         |
| 1938-39 | André De Schepper                    |
| 1939-41 | elmaradt a Második világháború miatt |
| 1941-42 | Georges Crampe                       |
| 1942-43 | Albert De Kimpe                      |
| 1943-44 | Marcel Pertry                        |
| 1944-45 | elmaradt a Második világháború miatt |
| 1945-46 | Marcel Pertry                        |
| 1946-47 | Marcel Pertry                        |
| 1947-48 | Edmond Verté                         |
| 1948-49 | Marcel Pertry                        |
| 1949-50 | Marcel Pertry                        |
| 1950-51 | Marcel Pertry                        |
| 1951-52 | Georges Debbaut                      |
| 1952-53 | Pierre Roggeman                      |
| 1953-54 | Jozef Vandercruyssen                 |
| 1954-55 | Guy Thys                             |
| 1955-56 | François Loos                        |
| 1956-57 | François Loos Guy Thys               |
| 1957-58 | André Perot                          |
| 1958-59 | Gilbert Bailliu                      |
| 1959-60 | Gilbert Bailliu                      |
| 1960-61 | Gilbert Bailliu                      |
| 1961-62 | Gilbert Bailliu                      |
| 1962-63 | Eric Daels                           |
| 1963-64 | Eric Daels                           |
| 1964-65 | Gilbert Bailliu                      |
| 1965-66 | Eric Buyse                           |
| 1966-67 | Roger Blieck Eric Buyse              |
| 1967-68 | Roger Blieck                         |
| 1968-69 | Geo Carvalho                         |
| 1969-70 | Willy Van Acker                      |
| 1970-71 | Raf Lapeire                          |
| 1971-72 | Benny Nielsen                        |
| 1972-73 | Raf Lapeire                          |
| 1973-74 | Franky Vanhaecke                     |
| 1974-75 | Franky Vanhaecke                     |

| Szezon  | Játékos                                     |
| ------- | ------------------------------------------- |
| 1975-76 | Dirk Beheydt                                |
| 1976-77 | Dirk Beheydt                                |
| 1977-78 | Gerrie Kleton                               |
| 1978-79 | Dirk Beheydt                                |
| 1979-80 | Dirk Beheydt                                |
| 1980-81 | Jan Simoen                                  |
| 1981-82 | Søren Skov                                  |
| 1982-83 | Dirk Beheydt                                |
| 1983-84 | Bernard Verheecke                           |
| 1984-85 | Paul Sanders                                |
| 1985-86 | Edi Krncevic                                |
| 1986-87 | Patrick Ipermans Didier Wittebole           |
| 1987-88 | Kalusha Bwalya                              |
| 1988-89 | Josip Weber                                 |
| 1989-90 | Josip Weber                                 |
| 1990-91 | Josip Weber                                 |
| 1991-92 | Josip Weber                                 |
| 1992-93 | Josip Weber                                 |
| 1993-94 | Josip Weber                                 |
| 1994-95 | Christophe Lauwers                          |
| 1995-96 | Christophe Lauwers                          |
| 1996-97 | Torma Gábor                                 |
| 1997-98 | Zbigniew Świętek                            |
| 1998-99 | Ernest Konon                                |
| 1999-00 | Fabio Giuntini                              |
| 2000-01 | Giovanni Dekeyser                           |
| 2001-02 | Stéphane Narayaninnaiken                    |
| 2002-03 | Ole Budtz                                   |
| 2003-04 | Nordin Jbari                                |
| 2004-05 | Dieter Dekelver                             |
| 2005-06 | Dieter Dekelver                             |
| 2006-07 | Darko Pivaljević                            |
| 2007-08 | Stijn De Smet Tom De Sutter Oleg Iachtchouk |
| 2008-09 | Oleg Iachtchouk                             |
| 2009-10 | Dominic Foley                               |
| 2010-11 | Reynaldo                                    |
| 2011-12 | Rudy                                        |

| Szezon  | Játékos           |
| ------- | ----------------- |
| 2012-13 | Mushaga Bakenga   |
| 2013-14 | Junior Kabananga  |
| 2014-15 | Junior Kabananga  |
| 2015-16 | Lonsana Doumbouya |
| 2016-17 | Ivan Yagan        |
| 2017-18 | Xavier Mercier    |
| 2018-19 | Gianni Bruno      |

## Edzők
| - 1910-14: Joseph Dewulf - 1914-28: Louis Saeys - 1928-37: Florimond Vanhalme - 1937-38: William Maxwell - 1938-40: Hugo Fenichel - 1940-41: Florimond Vanhalme - 1941-42: Louis Saeys - 1942-44: Willy Steyskal - 1944-46: Louis Baes - 1946-48: André Deschepper - 1948-50: Louis Baes - 1950-51: Georges Vanden Bempt - 1951-52: Bill Kennedy - 1952-54: Louis Versyp - 1953-54: Arthur Ruysschaert - 1954-56: Guy Thys - 1956-57: Louis Versyp - 1958-62: Edmond Delfour - 1962-63: Jules Bigot - 1963-66: Georges Meuris | - 1966-67: Jules Van Dooren - 1967-72: Urbain Braems - 1972-77: Han Grijzenhout - 1977-78: Lakis Petropoulos - 1978: Lucien Masyn - 1978-79: Han Grijzenhout - 1979-82: Leo Canjels - 1982-83: Han Grijzenhout - 1983-84: Henk Houwaart - 1984: Bram Van Kerkhof - 1984-87: Georges Leekens - 1987-88: René Taelman - 1988-89: Roland Rotty - 1989-91: Han Grijzenhout - 1991: Eric Lagrou - 1991-93: Henk Houwaart - 1993-94: Georges Leekens - 1994-97: Jerko Tipurić - 1997-98: Rudy Verkempinck - 1998-99: Ronny Desmedt | - 1999-02: Dennis Van Wijk - 2002-04: Jerko Tipurić - 2004-07: Harm Van Veldhoven - 2007-10: Glen De Boeck - 2010-12: Bob Peeters - 2012-13: Foeke Booy - 2013-14: Lorenzo Staelens - 2014-15: Arnar Vidarsson - 2015: Dennis Van Wijk - 2015-16: Frederik Vanderbiest - 2016: Vincent Euvrard - 2016-17: José Riga - 2017-18: Franky Vercauteren - 2018-19: Laurent Guyot - 2019: Fabien Mercadal - 2019-: Bernd Storck |

## A klub elnökei
| - 1899-05: Leon De Meester - 1905-07: Raoul Daufresne de la Chevalerie - 1907-09: Leon De Meester - 1909-11: Albéric de Formanoir de la Cazerie - 1911-25: René de Peellaert - 1927-37: Paul Dautricourt - 1937-50: Edgard De Smedt - 1950-53: Yves Dautricourt - 1953-67: Pierre Vandamme - 1967-70: Robert Braet - 1970-02: Paul Ducheyne - 2002-20: Frans Schotte - 2010-: Vincent Goemare |